# Charles Ginner
 (avril 2020).
Charles Isaac Ginner est un peintre britannique post-impressionniste né à Cannes (Alpes-Maritimes) le 3 mars 1878 et mort à Londres le 6 janvier 1952.

## Biographie
Né en France de parents anglo-écossais, Charles Ginner étudie à l'École des beaux-arts de Paris ainsi qu'à l'Académie Vitti, d'abord avec Paul Gervais (1859-1934) puis avec Hermenegildo Anglada Camarasa (1871-1959), avant de travailler dans un cabinet d'architecture à Paris.
En 1910, il rejoint l'Angleterre et le Camden Town Group, sur la suggestion de ses amis Spencer Frederick  Gore et Harold Gilman. En 1913, il rejoindra The London Group.
Pendant les deux guerres mondiales il fut un artiste officiel du gouvernement britannique.
Les thèmes préférés de l'artiste sont les paysages et surtout les scènes urbaines, ainsi il reste célèbre pour ses peintures de lieux de Londres comme Leicester Square ou Piccadilly Circus.  
Sa sœur Ruby a fondé une école de danse moderne.

## Œuvres dans les collections publiques
En Angleterre

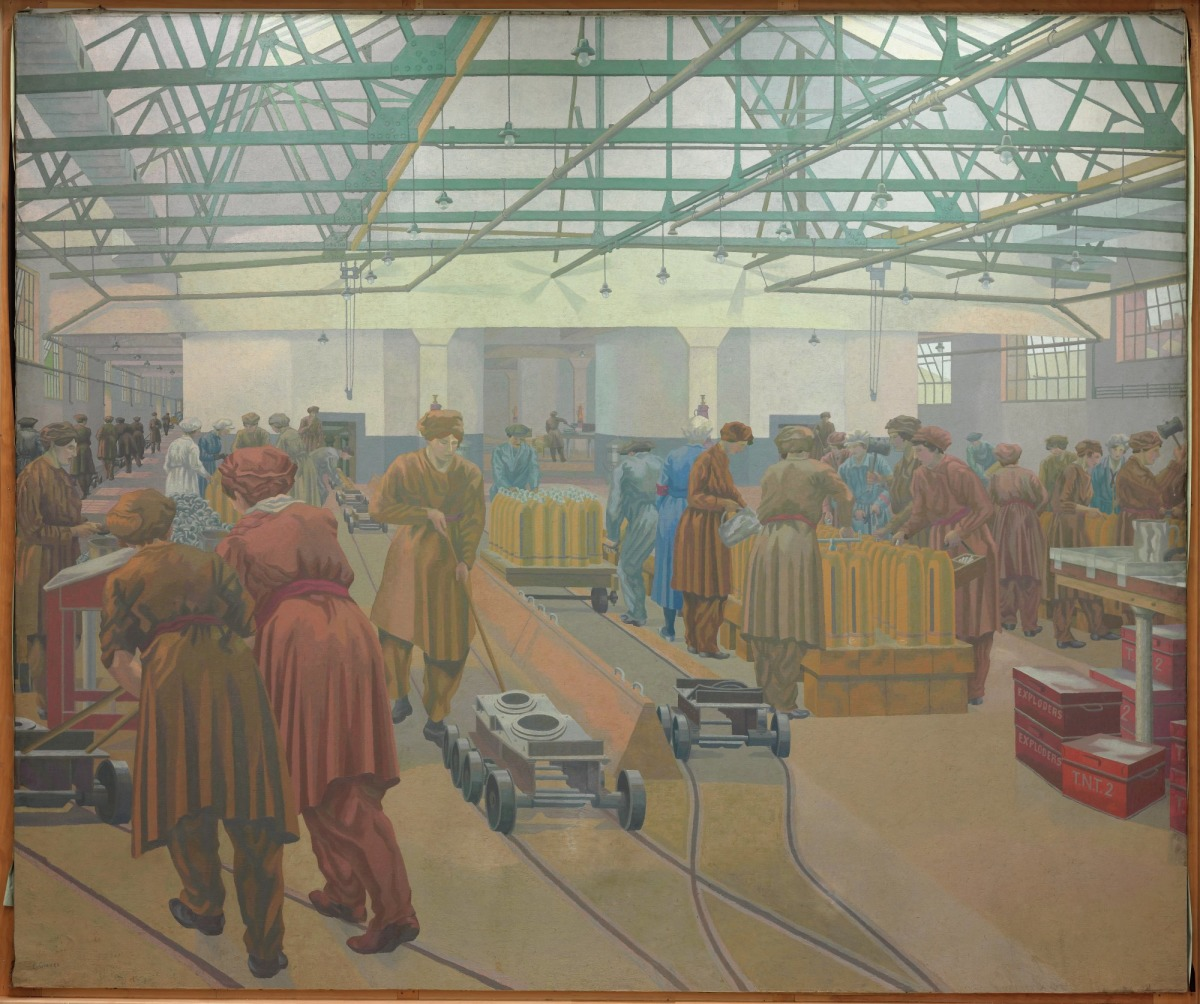
The Filling Factory, National Gallery of Canada.

- Brighton et Hove, musée et galerie d'Art de Brighton : Leicester Square, 1912, huile sur toile, 64,2 × 55,9 cm[1].
- Londres, 
  - National Portrait Gallery : Autoportrait, encre et aquarelle, 36,2 × 26 cm[2]
  - Tate Britain : 
    - The Café Royal, 1911,  63,5 × 48,3 cm[3] ;
    - Piccadilly Circus, 1912, huile sur toile, 81 × 66 cm[4]. ;
    - Victoria Embankment Gardens, 1912, 66,4 × 46,1 cm[5] ;
    - La Vieille Balayeuse, Dieppe, 1913, 63 × 47`cm[6] ;
    - Porthleven, toile exposée en 1922 ;
    - From a Hampstead Window, toile exposée en 1924 ;
    - Flask Walk, Hampstead, on Coronation Day, 1937 ;
    - Claverton Street: Snow in Pimlico, 1939 ;
    - Hartland Point from Boscastle, 1941, huile sur toile, 58 × 85 cm[7].

En Australie
- Melbourne, Musée national du Victoria : Milden Hall, 1944, huile sur toile, 30 × 38,1 cm[8]

Au Canada
- Ottawa, National Gallery of Canada : The Filling Factory, 1918, huile sur toile, 305 × 366 cm[9].

En Nouvelle-Zélande
- Welington, Musée de Nouvelle-Zélande Te Papa Tongarewa : Leeds, encre et craies de couleur sur caton, 31,6 × 25,3 cm[10]